# Spinoblesthis acuta
Spinoblesthis acuta är en skalbaggsart som beskrevs av Maria Helena M. Galileo och Martins 1987. Spinoblesthis acuta ingår i släktet Spinoblesthis och familjen långhorningar. Inga underarter finns listade i Catalogue of Life.